# آپمینستر
latitudeآپمینسترlongitudeآپمینستر
آپمینستر (به انگلیسی: Upminster) یک ناحیه در لندن است که در منطقه هیورینگ لندن واقع شده‌است.
ناحیه آپمینستر دارای ۲۵٬۳۶۱ نفر جمعیت می‌باشد و ایستگاه آپمینستر در آن قرار دارد.

## نگارخانه

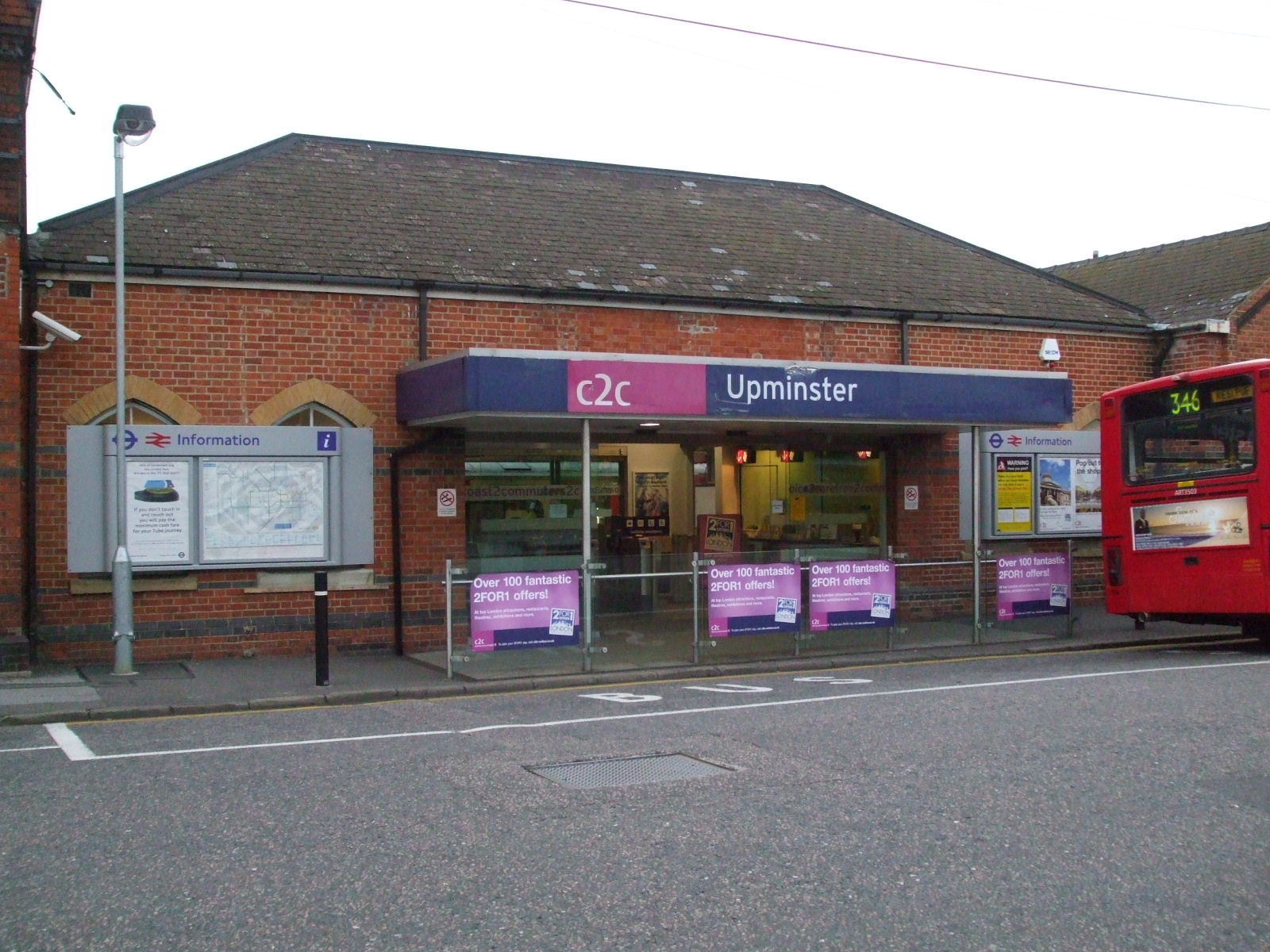
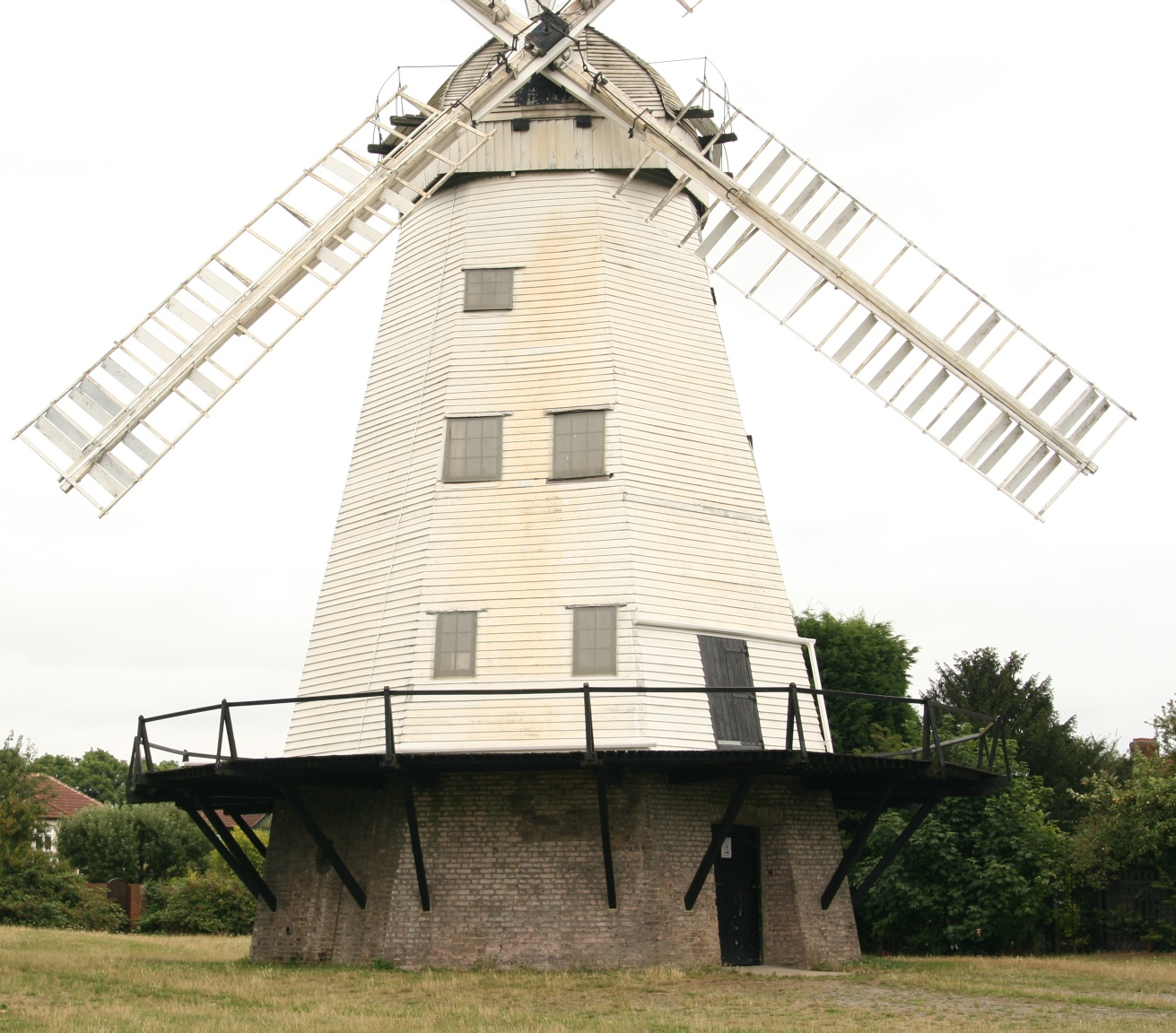